# Palmer (Iowa)
Palmer è un comune degli Stati Uniti d'America, situato nello Stato dell'Iowa, nella contea di Pocahontas.